# جوست فونتين
جوست فونتين (بالفرنسية: Just Fontaine) من مواليد 18 أغسطس 1933 في مراكش في المغرب، هو لاعب كرة قدم فرنسي سابق، هو هداف كأس العالم 1958 برصيد 13 هدف وهو أكثر لاعب سجل في نسخة واحدة من كأس العالم وهداف فرنسا في المونديال لغاية اليوم.

## حياته الكروية
فونتين بدأ مهنته الاحترافية في الدار البيضاء، حيث لعب من العام 1950 حتى العام 1953. ثم تعاقد معه نادي نيس في العام 1953، وقد أحرز 44 هدفا في 3 مواسم للنادي. وفي العام 1956، قد انتقل إلى ستاد ريمس وتمت عملية استبداله مع رايموند كوبا حيث أحرز 121 هدفا في 6 مواسم. وكاحصائية كاملة فونتين أحرز 165 هدفا في 200 مباراة في الدوري الفرنسي، وفاز وفريقه مرتين في الدوري وذلك في الأعوام 1958 و1960.
مرتديا قميص منتخب فرنسا لكرة القدم، إحصائيات . فونتين سجل 3 أهداف حالما قامت بفرنسا بتوجيه ضربة مؤلمة في إحدى مبارياتها في عام 1960، لقد أحرز فونتين 30 هدفا في 21 مباراة للفريق. وعلى أي حال فونتين سيكون أفضل ماسوف نتذكره في كأس العالم 1958 حيث قدم أداء مذهلا وأحرز 13 هدفا في 6 مباريات فقط، ويتضمن ذلك 4 أهداف أحرزها على منتخب ألمانيا لكرة القدم. هذا العدد ضمن له الحذاء الذهبي للدوري، ومجموع الـ13 هدفا ما زال العدد الأكبر في تاريخ كأس العالم، فهو اللاعب الوحيد في تاريخ كرة القدم الذي يحرز 13 هدفاً في كأس عالم واحد في 6 مباريات. لعب فونتين مباراته الأخيرة في يوليو 1962، ثم أُجبر على التقاعد باكراً بسبب تكرار إصاباته. لعب للفريق الفرنسي مرتين في عام 1967 وسرعان ما بُدِلَ بعد مباريتين، وكلاهما مباريتين وديتين انتهتا بهزيمة.
و قد صُنف فونتين من قِبل بيليه كواحد في قائمة أفضل 125 لاعب كرة قدم حي

## روابط خارجية
- جوست فونتين على موقع الاتحاد الدولي (مؤرشف)  (الإنجليزية)
- جوست فونتين على موقع الاتحاد الأوربي (الإنجليزية)
- جوست فونتين على موقع قاعدة بيانات كرة القدم.إي يو (الإنجليزية)
- جوست فونتين على موقع ليكيب (الفرنسية)
- جوست فونتين على موقع ناشيونال فوتبول تيمز (الإنجليزية)

| سبقه ساندور كوتشيس | هداف كأس العالم 1958 | تبعه ألبرت، غارينشيا، إيفانوف، يركوفيتش، سانشيز، فافا |